# ويليام توماس (لاعب كريكت)
ويليام توماس (22 يوليو 1960 في المملكة المتحدة - ) (بالإنجليزية: William Thomas)‏ هو لاعب كريكت بريطاني. لعب مع نادي مقاطعة ورسسترشاير للكريكيت ‏.

## وصلات خارجية
- ويليام توماس على موقع إي آس بي آن كريك إنفو (الإنجليزية)